# На півночі дикій (картина Шишкіна)
«На півночі дикій…» — картина російського художника Івана Шишкіна.

## Історія
Назвавши цю картину першим рядком з відомого вірша Михайла Лермонтова (переклад вірша Генріха Гейне), Шишкін недвозначно вказав на її джерело. Цю поезію було обрано Шишкіним для ілюстрації зібрання творів, яке готувалося до виходу в світ і було приурочене до 50-річчя від дня загибелі поета. Замовником був петербурзький видавець П. П. Кончаловський, один з пайовиків відомого видавництва І. М. Кушнерьова. У підготовці ілюстрованого видання взяли участь Михайло Врубель, Валентин Сєров, Віктор Васнецов, Василь Полєнов.

## Опис
Так само, як і у вірші Лермонтова, в картині потужно звучить тема самотності. На неприступній голій скелі, серед суцільної пітьми, льоду і снігу, стоїть самотня сосна. Місяць освітлює похмуру ущелину і нескінченну далечінь, покриту снігом. Здається, в цьому царстві окрім холоду немає більше нічого живого. Але наперекір морозам, снігам і вітрам дерево живе.